# Reventlow
Slægten Reventlow er en gammel tysk og dansk adelsslægt. Slægten har været kendt i Ditmarsken fra 1223, hvor dens medlemmer var fogeder. Den var desuden kendt i Mecklenburg fra 1236 og i Danmark fra 1333.

## Navnets oprindelse
Slægten Reventlow har formentlig taget navn efter sit ældste bosæde, som man mener lå nær ved Windbergen i Ditmarsken, hvor der også skal have ligget et kapel der var kendt som valfartssted. Navnet på denne nu ukendte lokalitet er sandsynligvis en afledning af 'Reve', en flod eller flodmunding (andre sammensætninger er Revenow ved Camin og Revensdorf i Slesvig), og 'Lue', 'Lo', en skov eller en lund, der kendes fra stedsbetegnelser som Oldesloe og Alvensloe og slægtsnavnet: Loe, van der Lo. Altså en lund ved en flod. Navnet staves også undertiden Revetlo, Reventlo, Reventlau, Reventlou, Reventlow, Refendtlof og Reffentloff).

### Sagnet om Röwerlöwe
Et gammelt nordtysk sagn giver denne forklaring på familien Reventlows navn:
Folket i Ditmarsken havde til alle tider elsket og forsvaret sin frihed. Der havde fra tidernes morgen været store og blodig slag, med skiftende resultat, men til sidst overvandtes også folket i Ditmarsken af Karl den Store, som længe havde måtte kæmpe med Ditmarsker-folket. På den tid levede ved Windbergen en stærk og tapper krigshelt, som kaldtes Röwerlöwe, og han trådte i kejserens tjeneste. Karl den Store gjorde ham til foged over Ditmarsken og dets folk, og han fik på den måde til opgave at tøjle befolkningen og omvende den til kristendommen. Folket lod sig dog ikke undertvinge, og gjorde derfor oprør mod Röwerlöwe, tog ham til fange, henrettede ham og satte ham på hjul og stejle.
Fra denne Röwerlöwe skal slægten Reventlow nedstamme, og hans efterkommere levede længe i Ditmarsken, men i befolkningen ulmede et gammelt had mod familien, og den flyttede til sidst fra Ditmarsken og slog sig ned i Holsten, Mecklenburg, Slesvig og Danmark.

## Slægtens historie
Som sagnet om Röwerlöwe også antyder, skal slægten Reventlow, ifølge Neocorus, som skrev Ditmarskens krønike, være udgået fra de såkaldte fogedmandsslægter i Ditmarsken. De regnedes for den mest fremstående af alle landets familier på grund af sin magtstilling og talrighed. Embedet som foged (vocatus), der antagelig har været arveligt, svarede i den tid nærmest til en statholder. Endnu bevarede fogedmandssegl fra 1384 og 1434 viser et tværdelt Skjold, hvis nederste felt har en murtinde svarende til Reventlowernes skjoldmærke.
Livet i slægtens oprindelige, trange og overbefolkede hjemstavn afstedkom familiefejder. I et forlig fra 1323 mellem grev Gerhard af Holsten og Ditmarskerne hedder det, at alle stridigheder skal bilægges undtagen dog 'det gamle drab' (antiquum homicidium), som havde fundet sted mellem slægten Reventlow på den ene side, og slægterne Wolderiksman og Meyman på den anden side. Dog skulle det være forbudt for begge parter at forulempe hinanden med rov, tilfangetagelse og brandstiftelse. Det pågældende drab må havde fundet sted langt tilbage i tiden, men hævntørsten var endnu så sent levende.
Slægten havde fra gammel tid besiddelser i Ditmarskens fede marskegne langs Elben, Stör og deres bifloder og åer, primært i egne, hvor der fandtes gammelsachsisk bebyggelse. Meget taler for, at slægtens senere udvandring og bosættelse i de frugtbare egne af Østholsten (Wagrien) startede i forbindelse med Henrik Løves erobring af Ditmarsken og Reventlowernes nye tjenesteforhold til grev Adolf 2. af Schauenburg og Holsten, hvem de havde fulgt på hans togter mod venderne og det obotritiske Mecklenburg. 

### Den holstenske linje
Den første kendte mand af slægten, Gotskalk Reventlow, som nævnes 1223 var vasal af grev Albrecht 2. af Orlamünde, og var stamfader til den holstenske linje. I 1272 skænkede 2 af hans sønner, Hartvig og Henrik Reventlow, som boede på Dransau i Østholsten, jord ved Osterrade i Ditmarsken, hvor der tidligere havde været et familiekapel indviet til St. Peter, til de fattige og klosteret i Itzehoe. Jorden var efter familiens fraflytning Ditmarsken ikke længere så betydningsfuld. 
En nevø til de to brødre, der også bar navnet Hartvig Reventlow, skulle ifølge flere overleveringer have myrdet grev Adolf 6. af Schauenburg i 1315 som boede på bjergslottet Segeberg i det nuværende Bad Segeberg. Grev Adolf skulle havde skændet hans datter eller søster – om det var voldtægt, eller blot et gensidigt forhold, der ikke, som forventet, endte i ægteskab, står ikke helt klart. Under alle omstændigheder sneg Hartvig sig op på slottet, og myrdede grev Adolf i hans seng, og myrdede desuden uforvarende sin egen søn, som stod i grev Adolfs tjeneste som væbner. Hartvig Reventlow foretog på den baggrund en pilgrimsrejse, hvor han af Pave Johannes 22. fik syndsforladelse på det vilkår at han skænkede al sin rigdom til klosteret i Itzehoe.
Til linjen hørte Dr. Lyder Reventlow der tjente ved fremmede hoffer som læge og astrolog – han beskyldtes endda af nogle for at kunne den sorte kunst. Han fulgte i 1515 hertugen af Gottorp til kong Christian 2.s bryllup, og fremkom her med den spådom, at hertugen skulle blive konge i Danmark, hvilket også senere skete. Han dræbte i 1535 en mand i nærheden af Altona, og var hofastrolog omkring 1535 hos kong Christian 3. Han rejste siden til kejser Karl 5.s hof hvor han skal have spået om udfaldet af den schmalkaldiske krig i 1547. Han skal i forbindelse med sin hjemrejse fra kejserens hof være blevet udplyndret og myrdet i nærheden af Ingolstadt. 
Dr. jur. Ditlev Reventlow (1484-1536), fungerede i en periode som hertug Frederik’s kansler, og blev i 1535 biskop i Lübeck, hvor han gennemførte reformationen og dermed blev byens første lutherske biskop. 
Den holstenske linje uddøde i 1783.

### Den ældre mecklenburgske linje
Den mecklenburgske linje kendes tilbage fra 1236, hvor Ditlev Reventlow nævnes som ridder.
En efterkommer, Henning Reventlow til Ziesendorf (1551–1624), kom i dansk tjeneste som kammerjunker hos Frederik 2., der benyttede ham i flere udenlandske sendelser, og bl.a. forlenede ham med Silkeborg. 
Hans søn, Ditlev Reventlow, til Futterkamp (1600-1664), blev 1632 gehejmeråd og tysk kansler, og i 1642 amtmand i Haderslev, fra hvilken post han blev afsat 1648, idet han, der ikke var indfødt, havde vakt misfornøjelse hos det slesvig-holstenske ridderskab. 
Blandt hans sønner skal nævnes amtmand i Flensborg, gehejmeråd og hvid ridder Henning Reventlow (1640–1705), hvis efterkommere blev naturaliseret i 1767, storkansler, hvid & blå ridder Conrad Reventlow (1644–1708), der blev ophøjet til lensgreve i 1673, og gehejmeråd og hvid ridder Ditlev Reventlow (1654-1701).
Henning Reventlow var fader til gehejmeråd og hvid ridder Ditlev Reventlow (1666-1733) og sekondløjtnant Cay Friedrich Reventlow til Altenhof (1685-1762), som var fader til gehejmeråd, overkammerherre, hvid & blå ridder Ditlev Reventlow til Altenhof (1712-1783), der i 1767 blev ophøjet til dansk lensgreve (se separat afsnit nedenfor).
Ditlev Reventlow var fader til provst Heinrich Reventlow (1678-1732), som 1724 blev ophøjet til rigsgreve, og konferensråd, hvid ridder og provst Ditlev Reventlow (1680-1755), som var fader til gehejmeråd og hvid ridder Ditlev Conrad Reventlow (1708-1794).
Efterkommerne af storkansler Conrad Reventlow omtales i det følgende afsnit.

#### Den danske adelige og grevelige linje af 1673
De nulevende danske Reventlow'er, en tysk og en svensk gren nedstammer alle fra storkansler Conrad Reventlow, som i 1673 blev dansk greve, i 1685 oprettede i grevskabet Reventlow af godset Sandbjerg ved Sønderborg og i 1692 fik tillagt al sin mandlige descendens grevetitel.
Conrad Reventlow ejede desuden bl.a. Futterkamp, Clausholm, Frisenvold, Løjstrup og Kalø. Han gjorde både militær og politisk karriere, og var fader til Anna Sophie Reventlow, der i 1712 blev viet til Frederik 4. Dronning Anna Sophie blev efter kongens død forvist til sit barndomshjem Clausholm ved Randers.
Dronning Anna Sophies halvbror, Christian Ditlev Reventlow (1671-1738) deltog som general i Den Store Nordiske Krig. Han fik i 1722 af kongen tildelt baroniet Brahetrolleborg på Fyn, og oprettede grevskabet Christianssæde på Lolland, samt stamhusene Frisenvold og Krenkerup. Christian Ditlev Reventlow giftede sig med Jørgen Skeels kun 17-årige enke Benedicte Margrethe Brockdorff der havde en betydelig formue, og et talent for at forøge den yderligere. Ægteparret efterlod ved deres død store rigdomme i gods og rede midler, som i alt udgjorde en værdi af 744.000 Rdl. Dertil kom grevskabet Reventlow, et palæ i København, samt baroniet Brahetrolleborg, som gik direkte videre til den ældste søn, geheimekonferensråd og hvid ridder, Conrad Ditlev Reventlow (1704-1750), præsident i Højesteret og stiftamtmand over Sjællands Stift. Han giftede sig med Vilhelmine Augusta, prinsesse af Slesvig-Holsten-Sønderborg-Plön (1704-1749), og fik sønnen Christian Ditlev Reventlow. Sønnen døde imidlertid tidligt, og efterlod sig kun en enkelt datter, Juliane Frederikke Christiane Reventlow, der omtaltes som nordens rigeste arving. Hun giftede sig som 15-årig med Carl August von Hardenberg og fik en søn, men ægteskabet endte senere i skilsmisse, da hun i 1787 havde en affære med Prinsen af Wales, den senere George 4. Sønnen Christian Heinrich Hardenberg-Reventlow blev dansk greve 1814.
Grevskabet Reventlow og baroniet Brahetrolleborg fulgte dog ikke ind ægteskabet med Hardenberg, men overgik i stedet til Juliane Frederikke Christiane Reventlows farfars yngre bror, Christian Ditlev Reventlow (1710-1775), som var assessor i Højesteret, gehejmekonferensråd og blå ridder, og som allerede besad grevskabet Christianssæde. Han blev fader til de to måske mest kendte Reventlower: Statsminister Christian Ditlev Frederik Reventlow (1748-1827) − der særligt huskes for landboreformerne, stavnsbåndets ophævelse, fredskovsforordningen samt sin generelle politiske indflydelse i Danmark fra 1780'erne frem til statsbankerotten − og kammerherre Johan Ludvig Reventlow (1751-1801). En tredje bror var kommandør Conrad Georg Reventlow (1749-1815), som blev lensgreve til grevskabet Reventlow.
Johan Ludvig Reventlow var i et par år i statstjeneste, men trak sig 1788 tilbage til privatlivet for helt at hellige sig styrelsen af Brahetrolleborg, som han havde tiltrådt efter faderens død. Han havde, ligesom sin bror, en levende interesse for at forbedre sine bønders vilkår og dannede et råd på otte bønder, med hvem han forhandlede om alle godsets anliggender. Han ophævede hoveriet på sit gods, og arbejdede for reformer af skolevæsenet. Hans eneste voksne søn, kammerherre, Ditlev Christian Ernst Reventlow (1782–1854) der arvede Brahetrolleborg, var barnløs. Broderen, Christian Ditlev Frederik Reventlow, har derimod efterladt en talrig efterslægt. 
Her skal først nævnes dennes ældste søn, kammerherre, Christian Ditlev Reventlow til grevskaberne Reventlow og Christianssæde (1775-1851), der som reformvenlig godsejer trådte i sin fars fodspor, og som, i egenskab af stænderdeputeret tog ordet for fuldstændig ophævelse af hoveriet, ligesom han slog til lyd for højnelsen af husmændenes kår. 
Hans sønnesøn, kammerherre, hofjægermester, Christian Einar Reventlow (1864-1929), måtte lade begge grevskaber og baroniet overgå til fri ejendom som følge af lensafløsningen. Alle ejendommene under grevskaberne Reventlow og Christianssæde blev efterfølgende gradvist solgt fra, mens Brahetrolleborg, som siden sidste halvdel af 19. århundrede havde været familiens primære opholdssted, søgtes videreført. Christian Einar Reventlow døde få år efter lensafløsningen og efterlod sig ingen mandlige efterkommere.
En fætter til Christian Einar Reventlow var hofjægermester Christian Benedictus Johan Ludvig Conrad Ferdinand Reventlow til Agerupgård og fideikommisgodserne Coppel og Varste-Polle ved Hannover (1845-1922). Han blev fader til Eduard Reventlow (1883-1963), der var gesandt i London under 2. verdenskrig, og som i 1941 brød endeligt med den danske regering, som følge af Danmarks undertegning af antikominternpagten.
Statsminister Christian Ditlev Frederik Reventlow var endvidere far til Einar Carl Ditlev greve Reventlow (1788-1867) til Pugerup, Trulstorp og Ugerup, Ilrestorp, Frugården og Vänersnäs i Skåne mm., som i 1861 blev introduceret på det svenske Ridderhus som nummer 2335, og til gehejmekonferensråd Frederik Ditlev Reventlow (1792-1851), som i 1841 blev dansk gesandt i London, hvor han under forhandlingerne i anledning af det slesvig-holstenske oprør 1848 arbejdede med varm og fuld overbevisning om Danmarks ret.
Også i Tyskland har Christian Ditlev Frederik Reventlow efterkommere. En søn, kammerherre og oberstløjtnant Ludvig Detlev Reventlow (1780-1857), var far til kammerherre og amtmand Arthur Christian Detlev Ludvig Eugenius Reventlow (1817-1878) og til Ludwig Christian Detlev Friederich Reventlow (1824-1893), som var amtmand i Husum Amt, og som blev far til Fanny "Franziska" Liane Wilhelmine Sophie Auguste Adrienne Gräfin zu Reventlow (1871-1918), som var en tysk forfatterinde, maler og oversætter. Hun blev kendt som Bohème-Grevinden af Schwabingen, og vakte opsigt i samtiden med sit syn på kvinders stilling i samfundet. Hun gik bl.a. ikke ind for ægteskabet, men advokerede i stedet for fri kærlighed og en fri sexualmoral. Hendes broder Ernst zu Reventlow var tysk officer, forfatter, journalist og nationalsocialist. Han var medlem af den tyske rigsdag, men uden central politisk indflydelse, da Hitler ignorerede ham fuldstændig. Hans eneste søn døde på østfronten i sovjetisk krigsfangelejr.

#### Den danske grevelige linje af 1767
Overkammerherre og blå ridder, Ditlev Reventlow til Altenhof (1712-83) var overpræsident i Altona og gesandt i Paris. Han blev i 1755 ansat som hofmester, senere overhofmester hos kronprins Christian. Han var, trods sine gode kundskaber og sin anerkendte redelighed uegnet til denne stilling, idet han ved urimelig hårdhed og barsk optræden ligefrem indgød prinsen rædsel og yderligere forvirrede det sindslidende barn. Han trådte 1763 ind i statstjeneste som geheimeråd i Konseillet og blev efterhånden 1. deputeret for finanserne, direktør for Fonden ad usus publicos og kurator for Universitetet i Kiel. Sammen med J.H.E. Bernstorff og Otto Thott deltog han i de forhandlinger med Rusland, som drejede sig om afståelsen af den hertugelige del af hertugdømmerne, og som afsluttedes med traktaten af 1773, og blev belønnet herfor, idet han ved patent af 14. december 1767 optoges i dansk lensgrevelig stand. Hans efterkommere har dog kun ført titel af greve, ikke lensgreve.
Ditlev Reventlow var fader til overkammerjunker, gehejmekonferensråd og blå ridder, Cay Friedrich Reventlow til Altenhof (1753-1834), en mand med betydelige menneskelige egenskaber, hvem Andreas Peter Bernstorff overøste med embeder og tillidshverv, som bl.a. 1797-1802 var statsminister og chef for tyske kancelli og senere guvernør i Lauenburg. 
Andre sønner var kurator ved Universitetet i Kiel, gesandt ved det preussiske hof, gehejmekonferensråd og hvid ridder, Friedrich "Fritz" Karl Reventlow til Emkendorf (1755-1828), der skildredes som ualmindelig elskværdig, kundskabsrig og talentfuld, den ugifte generalmajor, kammerherre, Christian Reventlow til Wittenberg (1759-1816) og endelig generalmajor, kammerherre, Heinrich Reventlow til Wittenberg (1763-1848), som var fader til amtmand og kammerherre Heinrich Reventlow (1796-1841), statholder Friedrich Reventlou (1797-1874), politikeren Ernst Christian Reventlow til Wittenberg (1799-1873) og amtmanden Christian Andreas Julius Reventlow (1807-1845).
Nævnte statsminister Cay Friedrich Reventlows ældste søn, gehejmekonferensråd, Eugen Reventlow til Altenhof (1798-1885), blev 1828 gesandt i Berlin og beklædte denne post til 1846, idet han, som hørte til det slesvig-holstenske parti, begærede sin afsked efter udstedelsen af det såkaldte åbne brev. Senere blev han preussisk undersåt og fik sæde i Herrehuset.
En yngre søn, Theodor Reventlow til Jersbeck (1801-1873), sad i den rådgivende slesvigske og holstenske stænderforsamling. Efter de første kampe i den 1. slesvigske krig trådte han, som et kompromis mellem Danmark og Preussen, i spidsen for den såkaldte fællesregering. Danmark så dog denne fællesregering som udpræget tysk-venlig, og krigen blussede igen op, hvorefter Theodor Reventlow siden blev preussisk undersåt. 
En fætter, ovennævnte Friedrich Reventlou (1797-1874), arbejdede med stor iver for hertugdømmernes løsrivelse fra Danmark, og tilslutning til det tyske forbund. Han anså ikke den nye demokratiske regering for at være lovlig i hertugdømmerne. Han blev efter fællesregeringens sammenbrud indsat af det tyske forbund som medlem af statholderskabet og den provisoriske regering af hertugdømmerne indtil 1851, hvor Danmark vandt krigen. Herefter måtte han forlade hertugdømmerne, blev preussisk undersåt og medlem af Herrehuset.
Amtmanden Heinrich Reventlow til Wittenberg var fader til preussisk gehejmeråd Adolf Ludwig Christian Reventlow til Wittenberg (1835-1906), som var fader til ritmester og amtsdommer Heinrich Ernst Emil Kurt greve Reventlow til Wittenberg (1868-1938).
Den grevelige linje af 1767 er nu udelukkende knyttet til Tyskland.

### Den yngre mecklenburgske linje af Gallentin
Gotskalk Reventlow til Gallentin ved Schwerin nævnes 1393, og er den ældste mand af den yngre mecklenburgske linje. Linjen uddøde i mandslinjen i 1773.

### Den fynske linje
Efterkommere af Henrik Jensen, som nævnes 1358 synes at have hørt hjemme paa Als, på Fyn og i Nordjylland, har lejlighedsvis ført Reventlow - Navnet, og Louis Bobé har denne linje med i stamtavlen over slægten Reventlow i DAA 1939. Senere forskning har dog vist, at der ikke er nogen sammenhæng mellem denne linje og slægten Reventlow. Den nordjyske/fynske slægts stamfar er formentlig en bror til et medlem af slægten Daa. Der henvises vedr. dette til bogen "Slaget på Sct Jørgensbjerg" af Christian Hau (Aalborg Universitetsforlag, 2016). Den fynske linje var navnlig knyttet til Søbo. Linjens ældste kendte stamfader er Henrik Jensen Reventlow 
Til den fynske linje hørte Henrik Tagesen til Bjørnholm i Jylland, som 1441 var anfører i det nørrejyske bondeoprør, hvorfor han blev halshugget og stejlet i Aalborg. Linjen uddøde med Knud Reventlow, der druknede 1566 ved Gotland som chef for Papegøjen.

### Andre reventlowske linjer

#### Hardenberg-Reventlow
Hardenberg-Reventlow er en separat linje også knyttet til slægten Hardenberg. 13. december 1815 blev Grevskabet Hardenberg-Reventlow oprettet. Gennem ægteskab har navnet fået variationer som D'Almaforte-Hardenberg-Reventlow, Gersdorff-Hardenberg-Reventlow, Holck-Hardenberg-Reventlow og Haugwitz-Hardenberg-Reventlow. Mest udbredt er dog Haugwitz-Hardenberg-Reventlow. Den amerikanske playboy og racerbilfører Lance Reventlow (1936-1972), var søn af Woolworth-arvingen Barbara Hutton (1912-1979) og Curt Haugwitz-Hardenberg-Reventlow.
Videre havde Christian Heinrich August Hardenberg-Reventlow (1775-1840) sandsynligvis en uægte søn, Christian Heinrich Carl August Reventberg (1818-1857), der har efterslægt i Sverige. Christian Heinrich August Hardenberg-Reventlow var søn af Karl August von Hardenberg (1750-1822) og Juliane Frederikke Christiane Reventlow (1759-1793), datter af Christian Ditlev Reventlow (1735-1759).

#### Reventlow-Criminil
Linjen Reventlow-Criminil, med dansk adelspatent 1815, hører til mandsstammen af marquis Le Merchier de Criminil. Under den franske revolution udvandrede en oberst de Criminil til Hamborg (død 1829); i sit ægteskab med en grevinde Schimmelmann fik han to sønner, der senere adopteredes af Friederich von Reventlow (gift med hans hustrus faster), og som 1815 optoges i den danske adel som grever af Reventlow-Criminil. Disse to sønner var greverne Joseph Carl (1797-1850) og Heinrich Anna Reventlow-Criminil, der begge spillede en rolle i dansk politik. Victor greve Reventlow-Criminil var i årene 1946 til 1948 dansksindet borgmester i Glücksborg i Sydslesvig og landdagsmedlem i Kiel i årene 1946 til 1950.

#### Ikke-adelige Reventlow'er
Mens alle de oprindelige men ikke adlede linjer af slægten Reventlow alle er uddøde, lever der i Danmark en del ikke-adelige, som bærer navnet Reventlow. De er for størstedelens vedkommende efterkommere af kommandør Conrad Georg Reventlow (1749-1815) til grevskabet Reventlow, som var en bror til Christian Ditlev Frederik Reventlow og Johan Ludvig Reventlow. Han fik tre børn med sin "concubine" Marie Sophie Brag (1771-1850), men han havde ikke held til at få sin øvrige slægt til at anerkende disse: Christian Detlev Reventlow (1796-1798), Sophie Cathrine Reventlow (1799-1835) og Christian Detlev Reventlow (1803-1848). Den sidstnævnte var fader til godsekspeditør ved DSB Martin Sten Georg Reventlow (1838-1883), skoleinspektør, Ridder af Dannebrog Helanius Conrad Reventlow (1841-1897) og skibsfører Mathæus Elesius Reventlow (1844-1894).
Helanius Conrad Reventlow var fader til politikeren, chefredaktøren og forfatteren Peter Christian Reventlow (1867-1954), som var fader til eventyreren Christian Ditlev Frederik Reventlow (1898-1958). Mathæus Elesius Reventlow var fader til købmand Boye Sophus Reventlow (1873-1951), som var fader til direktør i Zoo Axel Christian Reventlow (1894-1954).
Af andre ikke-adelige Reventlow'er, som dog har nærmere tilknytning til den grevelige linje af 1673, findes grenen Reventlow-Mourier, som blandt andet ejer Brahetrolleborg, og Reventlow-Grinling, der ejer Krenkerup samt andre tilhørende godser. Navnet bæres også af andre, ikke-adelige efterkommere af den svenske gren. Den svenske slægtsgrens hovedmand Einar Reventlow (1893-1974), den eneste med svensk adelig status, er dog siden begyndelsen af 1900-tallet bosat på godset Wulfshagen i kommunen Tüttendorf i Kreis Rendsburg-Eckernförde i Tyskland.

## Slægten Revenfeld
Storkansler Conrad Reventlow havde med Anne Cathrine Hagensen tre naturlige børn, Ditlev (1684-1746), Conrad og Conradine, der ved patent af 7. september 1695 blev ophøjede i adelstanden med navnet Revenfeld. Datteren ægtede gehejmearkivar Frederik Rostgaard til Krogerup. Den første af sønnerne blev generalløjtnant og hvid ridder og døde som kommandant i Rendsburg. Hans ældste søn, landråd, kammerherre Christian Ditlev Revenfeld til Nienhof (1725-1794), var fader til generalmajor, kammerherre Conrad Ludvig Revenfeld (1757-1844). Forstkandidat Conrad Ludvig Revenfeld (død 1867) var vistnok denne slægts sidste mand.

## Standsforfremmelser
- Den yngre linje med storkansler Conrad Reventlow (1644-1708), dansk greve 3. juli 1673, dansk lensgreve 3. oktober 1685 og tysk rigsgreve 23. juli 1706
- Den yngre linje med provst Heinrich Reventlow (1678-1732), tysk rigsgreve 1724
- Den ældre linje med Ditlev Reventlow (1712-1783), dansk lensgreve 14. december 1767
- Den svenske linje med Einar C. D. Reventlow (1788-1867), svensk greve 1860 og introduceret på det svenske Ridderhus 1861

## Våbenskjold
Slægten Reventlows våbenmærke, der tidligst forekommer i Nikolaus og Iven Reventlows segl (1320) viser et skrådelt skjold med et rødt tre- eller firetindet snit (tindesnit); Hjelmtegnet er almindeligvis en vifteformet opslået påfuglehale. Det ældste segl, der lader både hjelmtegn og skjoldemærke se, er Johan Walstorps fra 1336, hvor hjelmtegnet fremtræder som 9 fjer stillet i et hjul. 
I det 15.-16. århundrede forvanskes påfuglehalen til en rose, et møllehjul, et skjold eller et spejl, livagtigt anbragt på en skrådelt søjle af rødt og sølv. Afvigelserne i hjelmtegnet gav anledning til, at medlemmer af de forskellige linjer af slægten med mellemrum var uenige om deres fælles ophav.
Den fynske linje på Søbo, førte Reventlowernes murtinde i våbnet, men et helt andet hjelmtegn (to tidselstilke besatte med blomster).
Det grevelige våben af 1673 er ikke beskrevet, men kun afbildet i erektionspatentet, og fremtræder således: Skjoldet firdelt med grevekroner hjerteskjold, tværdelt ved et vandret tindesnit af sølv og rødt (slægtsmærket); i 1. felt: 3 sølv spurve i blåt (Sperling); 2. felt delt af sølv og rødt: i 3. felt en kronet, guldbevæbnet, sort dobbeltørn i sølv; i 4. felt en skråbjælke af sølv på blåt, belagt med 3 røde roser. På skjoldet 3 grevekronede hjelme: 1: et guldrandet rundt skjold mellem et sølv og rødt vesselhorn stukne gennem en krone; 2: to jernklædte arme holdende dobbeltørnen; 3: 6 påfuglefjer belagt med med skråbjælken, bag 2 røde vesselhorn; Skjoldholdere: 2 vildmænd med løftede køller i indadvendt hånd; Under skjoldet rager 2 jernklædte arme frem, som bærer to sværd der krydser hinanden.
Det grevelige våben af 1767: Skjoldet firdelt med grevekronet hjerteskjold, hvori slægtsvåbenet; 1. og 4. felt tværdelt af sølv og rødt, hvori et kronet sort vildsvinehoved (Buchwald); 2. og 3. felt delt af blåt, hvori henholdsvis en nedad- og en opadvendt Vinge, fast på delingen, og sølv, hvori 2 røde bjælker (Ahlefeldt-Rumohr); 3 grevekronede hjelme med 11 traller; 1: en af et rødt bånd omvundet sølv søjle, besat med en firbladet rød rose; 2: Vildsvinehovedet; 3: en på en rød pude med guldfrynser siddende sølv hund med guldhalsbånd (Ahlefeldt). Skjoldholdere: 2 vildmænd. Fra skjoldet nedhænger en purpurkappe, ikke det sædvanlige våbentelt.

## Personer af slægten
Den danske linje:
- Henning Reventlow (1551-1624) til Ziesendorf, kammerjunker hos Frederik 2.
  - Ditlev Reventlow (1600-1664) til Futterkamp, gehejmeråd, amtmand
    - Henning Reventlow (1640-1704)
      - Cai Friedrich Reventlow (1685-1762) til Altenhof
        - Ditlev Reventlow (1712-1783) til Altenhof, elefantridder, overhofmester, gehejmeråd, deputeret for finanserne, dansk lensgreve 1767, kurator for Christian-Albrechts-Universität i Kiel
          - Cai Friedrich Reventlow (1753-1834) til Altenhof, dansk statsminister og chef for Tyske Kancelli, elefantridder, kurator for Christian-Albrechts-Universität i Kiel
            - Eugen Reventlow (1798-1885) til Altenhof, gesandt i Berlin

          - Friedrich Reventlow (1754–1828) til Emkendorf, greve, leder af Tyske Kancelli, kurator for Christian-Albrechts-Universität i Kiel oo Friederike Juliane von Reventlow (1762–1816), grevinde, midtpunkt for Emkendorfkredsen
            - Linjen Reventlow-Criminil

          - Christian Reventlow (1759-1816) til Wittenberg, kammerherre og generalmajor

    - Ditlev Reventlow (1644-1701) til Reetz, gehejmekonferensråd
      - x
        - Ditlev Conrad Reventlow (1708-1794), gehejmekonferensråd, overhofmester hos dronning Caroline Mathilde

    - Conrad Reventlow (1644–1708), dansk lensgreve, storkansler
      - Christian Ditlev Reventlow (1671–1738), lensgreve til Grevskabet Christianssæde og Baroniet Brahetrolleborg, overpræsident i Altona
        - Conrad Ditlev Reventlow (1704-1750), lensgreve, præsident i Højesteret, stiftamtmand oo Vilhelmine Augusta, prinsesse af Slesvig-Holsten-Sønderborg-Plön (1704-1749)
        - Christian Ditlev Reventlow (1715-1775), lensgreve, elefantridder og gehejmekonferensråd
          - Christian Ditlev Frederik Reventlow (1748–1827), lensgreve til Grevskabet Christianssæde, dansk statsminister og reformator, elefantridder
            - Christian Detlev Reventlow (1775-1851), lensgreve, kammerherre
              - Ferdinand Carl Otto Reventlow (1803 - 1875), lensgreve, kammerherre 
                - Christian Einar Ferdinand Ludvig Eduard Reventlow (1864-1929)

            - Conrad Georg Reventlow (1749-1815), greve til Sandbjerg
            - Johan Ludvig Reventlow (1751-1801), lensgreve til Baroniet Brahetrolleborg, dansk godsejer, elefantridder
              - Ditlev Christian Ernst Reventlow (1782-1854), lensgreve

      - Ditlev Revenfeld (1684-1746), generalløjtnant, hvid ridder og kommandant på Kronborg og i Rendsburg
        - Christian Ditlev Revenfeld (1725-1794) til Nienhof, landråd og kammerherre

      - Conrad Revenfeld (1685-?)
      - Conradine Revenfeld (1687-1770) oo Frederik Rostgaard
      - Anna Sophie Reventlow (1693–1743), dansk dronning oo Frederik 4.

    - Frederik Reventlow (1648-1728) til Neudorf, gehejmeråd og elefantridder
      - Claus Reventlow (1693-1758) til Eskjær, præsident i Højesteret

Andre:
- Friedrich Reventlou (1797–1874), greve, slesvig-holstensk politiker
- Theodor Reventlow (1801–1873), greve, godsejer til Jersbek og Stegen
- Christian Andreas Julius Reventlow (1807−1845), amtmand og kgl. dansk kommissarius
- Ernst zu Reventlow (1869–1943), tysk forfatter og kaptajnsløjtnant
- Fanny zu Reventlow (1871–1918), tysk forfatterinde
- Eduard Reventlow (1883–1963), dansk diplomat
- Else Reventlow (1897–1984), tysk jurist
- Henning Reventlow (1929-2010), greve, tysk teolog
- Lance Reventlow (1936–1972), dansk-amerikansk racerkører

### Linjen Reventlow-Criminil
- Friedrich Reventlow (1754–1828) til Emkendorf, greve, leder af Tyske Kancelli, kurator for Christian-Albrechts-Universität i Kiel oo Friederike Juliane von Reventlow (1762–1816), grevinde, midtpunkt for Emkendorfkredsen
  - Joseph Carl Reventlow-Criminil (1797-1850) til Emkendorf, greve, amtmand i Rendsburg
    - Carl Adelberg Felix Reventlow-Criminil (1821-1908) til Emkendorf, dansk gesandt i London
      - Adolf Cécil Reventlow-Criminil (1861-1927) til Emkendorf
        - Victor Reventlow-Criminil (1916-1992), greve, borgmester i Glücksborg, dansk mindretalspolitiker (SSV) i Slesvig-Holsten 1946-50, udvandret til Canada 1953[4]

  - Heinrich Anna Reventlow-Criminil (1798-1869), greve, dansk minister, elefantridder
    - Alfred Franz Carl Reventlow-Criminil (1825-1898) til Ruheleben, legationssekretær
      - Ernst Friedrich Reventlow-Criminil (1862-), preussisk ritmester

## Steder knyttet til slægten
- Altenhof
- Emkendorf
- Sandbjerg
- Christianssæde
- Pederstrup
- Reventlow-Museet Pederstrup
- Brahetrolleborg
- Krenkerup